# Skyline SL-231
Вертолёт SL-231 SCOUT — украинский многоцелевой лёгкий трёхместный вертолёт классической схемы. Разработан коллективом НТК «Горизонт» в Киевской области (с.Гора), Украина. Вертолёт разработан в соответствии с нормами АП-27 (FAR-27).

## История и факты
Разработка вертолёта SCOUT началась в 2012 году. Прототип был представлен на IX Международном авиационно-космическом салоне Авиасвит-XXI в Киеве (сентябрь 2014). Первый лётный экземпляр был собран в 2014 году и поднят в воздух 9 января 2015 года (лётчик-испытатель: Томилин В. А.). Дебют летной машины состоялся на Oshkosh Air Venture (июль-август 2015, г.Ошкош, штат Висконсин, США).
Ранее коллективом НТК «Горизонт» был поднят в воздух легкий двухместный двухдвигательный вертолёт SL-222 (14 февраля 2012).

## Конструкция

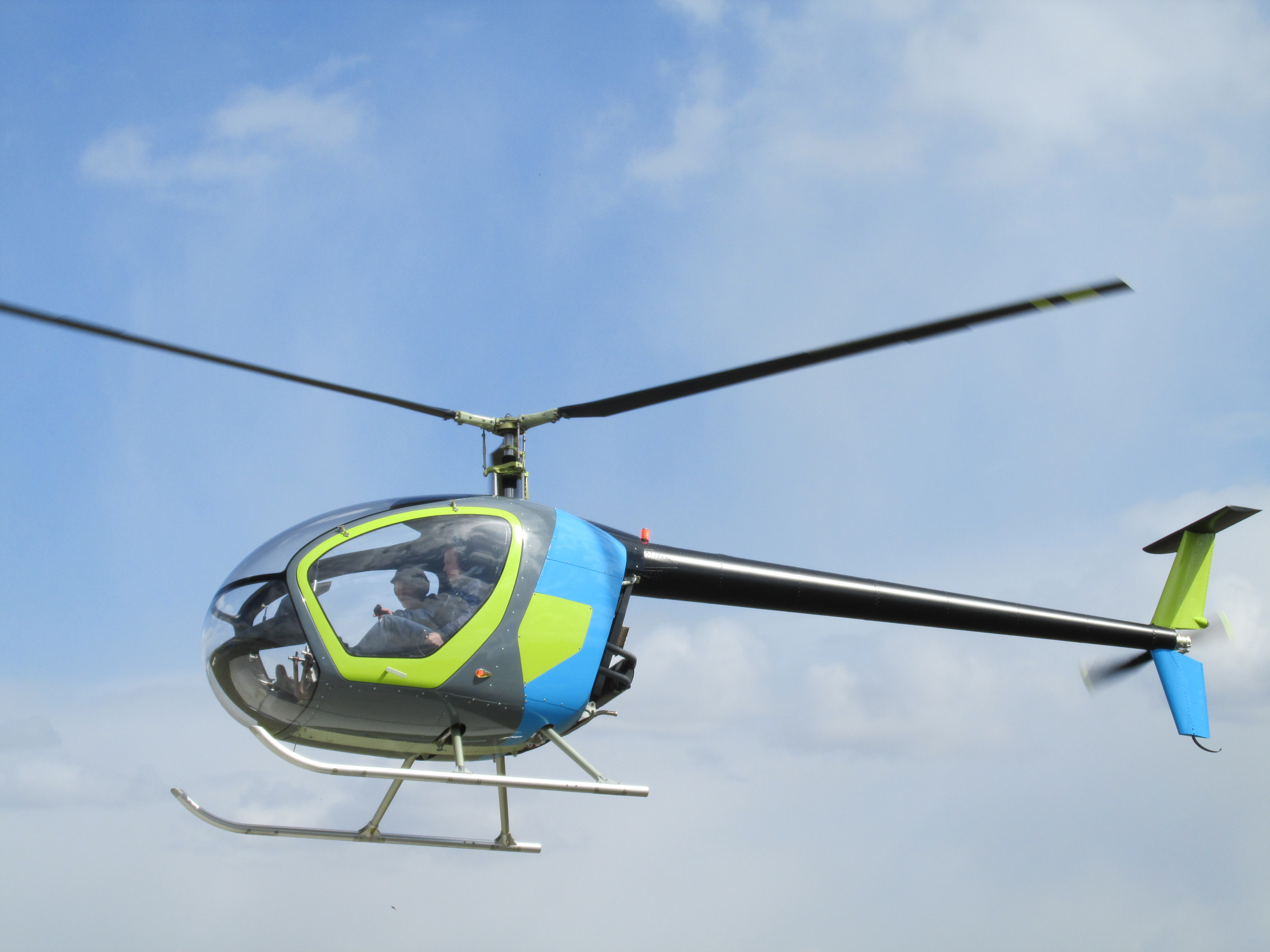
SL-231 “SCOUT” в полете

Вертолёт SL-231 “SCOUT” выполнен по одновинтовой схеме с трехлопастным несущим винтом. Рулевой винт двухлопастный. Беспустотная конструкция лопастей несущего винта обеспечивает лучшие механические свойства лопасти, позволяет избежать накопления влаги внутри лопастей, открывает возможность эксплуатации вертолёта SL-231 в странах с влажным климатом. Каркас SL-231 представляет собой клепаную конструкцию из дюралюминиевого сплава.
Силовая установка — авиационный двигатель Lycoming IO-390 (210 л.с.). Двигатель SL-231 оснащен регулятором частоты вращения вала двигателя (гувернером). Регулятор обеспечивает автоматическое поддержание заданной частоты вращения вала двигателя в полёте без участия пилота, что важно для уменьшения усталости пилота, улучшения комфортности полёта и снижения расхода топлива.
Кресла SL-231 представляют собой композитную энергопоглощающую конструкцию; комплектуются четырёхточечным инерционным ремнем немецкой компании SCHROTH Safety.
Под кабиной находится энергопоглощающее шасси. Кроме того, энергопоглощение полозков шасси усилено за счет применения амортизаторов — это обеспечивает безопасную посадку пилотов даже на максимальной скорости авторотации.
На SL-231 установлен цифровой борт: два восьмидюймовых Nesis II 8.0 (производитель Kanardia, EU); Опционально возможна установка цифровых бортов Dynon SkyView, Advanced Flight Systems, MGL.

## Лётно-технические характеристики

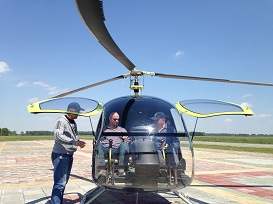
Scout team

Число мест:                                                               3 (1 пилот + 2 пассажира)
Взлетный вес:                                                           882 кг
Вес пустого:                                                               450 кг
Крейсерская скорость:                                            187 км/ч
Макс. Скорость:                                                         209 км/ч
Скорость авторотации:                                             4,6 м/с
Скороподъемность:                                                       8 м/с
Потолок без учета влияния земли:                       2 400 м
Потолок с учетом влияния земли:                        2 990 м
Динамический потолок:                                          6 190 м
Дальность полета:                                                      600 км
Длительность полета:                                                3,2 часа
Диаметр несущего винта:                                         8,16 м
Длина вертолёта:                                                         9,0 м
Диаметр хвостового винта:                                       1,2 м
Высота вертолёта:                                                       2,6 м

## Сравнение с аналогами
| Модель                | Страна    | Мощность, л.с. | Максимальная взлетная масса, кг | Максимальная скорость, км/ч | Дальность полёта, км | Цена, тысяч дол. США                         |
| --------------------- | --------- | -------------- | ------------------------------- | --------------------------- | -------------------- | -------------------------------------------- |
| «Беркут-М»            | Россия    | 1 х 150        | 830                             | 185                         | 820                  | 200                                          |
| Skyline SL-222        | Украина   | 2 х 90         | 637                             | 194                         | 550                  | 149                                          |
| Skyline SL-231        | Украина   | 1 х 210        | 882                             | 209                         | 600                  | 195                                          |
| АК1-3 «Слава»         | Украина   | 1 х 156        | 650                             | 186                         | 350                  | 150                                          |
| Safari 400            | Канада    | 1 х 180        | 725                             | 160                         | 400                  | 150 (цена набора для самостоятельной сборки) |
| Syton AH130           | Италия    | 1 х 130        | 580                             | 190                         | н/д                  | 247                                          |
| DF Helicopters DF334  | Италия    | 1 х 115        | 500                             | 150                         | 300                  | н/д                                          |
| CH-7 Kompress Charlie | Италия    | 1 х 115        | 450                             | 190                         | 480                  | 115 (цена набора для самостоятельной сборки) |
| Robinson R22          | США       | 1 х 131        | 635                             | 190                         | 385                  | 258                                          |
| Rotorway A600 Talon   | США       | 1 х 167        | 680                             | 185                         | 320                  | 98 (цена набора для самостоятельной сборки)  |
| Sikorsky S-300        | США       | 1 х 190        | 930                             | 176                         | 325                  | 350                                          |
| Eagle Helicycle       | США       | 1 х 150        | 386                             | 177                         | 257                  | 38.5                                         |
| Guimbal Cabri G2      | Франция   | 1 х 145        | 700                             | 185                         | 700                  | 375                                          |
| Cicaré CH-12          | Аргентина | 1 х 180        | 700                             | 205                         | н/д                  | н/д                                          |